# Тімофєєв В'ячеслав Вікторович
В'ячеслав Вікторович Тімофєєв — український боксер та кікбоксер, Заслужений Майстер Спорту.

## Біографія
В'ячеслав Вікторович Тімофєєв (нар. 28 грудня 1968 року, м. Суми) — чемпіон СРСР з кікбоксингу, чемпіон світу та Європи з кікбоксингу серед любителів та професіоналів, віце-президент Федерації кікбоксингу України, віце-президент Асоціації професійних видів єдиноборств України.

## Молоді роки
Народився В'ячеслав Тімофєєв 28 грудня 1968 року у місті Суми.

## Освіта
- 1985 рік — закінчив Сумське професійно-технічне училище № 6
- 1988 рік — закінчив з відзнакою військове училище.
- 1992 — закінчив Сумській політехнічний інститут.

## Спортивна кар'єра
Активно займатись спортом почав з 6 класу. Спочатку займався боротьбою. У 13 років став чемпіоном Сумської області з дзюдо. Однак дзюдо довелося залишити через призов тренера до лав Збройних сил. 

Перейшов на бокс, де першим тренером став Віктор Якович Чічікалов. Під час навчання в профтехучилищі, куди вступив за рекомендацією тренера, почалися перші серйозні успіхи в боксі. З 1984 року став членом збірної України спочатку у ваговій категорії до 63 кг, а потім — у категорії до 67 кг. У збірній України з боксу тренувався під керівництвом Михайла Зав'ялова разом з відомими боксерами Гіричем, Гуревичем, Мішиним, Заулічним.
В 90-х роках в Україні починає набирати популярності новий не тільки для нашої країни, але й країн колишнього Радянського Союзу вид спорту — кікбоксинг, який притягує в свої ряди молодь, особливо боксерів. Після знайомства з Володимиром Руденком В'ячеслав Тімофєєв починає займатися кікбоксингом. А уже в 1991 році його запрошують взяти участь у відборі до чемпіонату СРСР, який проходив у Харкові. Тімофєєв перемагає у відбірковому турнірі, а самому чемпіонаті СРСР, який проходив у Чебоксарах, усі поєдинки у рамках першості виграв достроково (нокаутом) і став чемпіоном СРСР. Тренувався разом з Віталієм Кличком, Олексієм Нечаєвим, Віктором Дорошенком та Віктором Аксютіним.

В'ячеслав Тімофєєв бере активну участь у міжнародних зустрічах та турнірах міжнародного рівня. Став чемпіоном України, а згодом і СНД з кікбоксингу. У 1993 році у Данії став віце чемпіоном світу. У 1994 році у Фінляндії став чемпіоном Європи. У 1996 році у Празі виборов титул чемпіона світу (усі бої закінчив достроково).

На чемпіонаті світу у Чехії, а також на кількох найпрестижніших світових турнірах був визнаний найтехнічнішим спортсменом першості.

Спортивну кар'єру довелося завершити після важкої травми руки. Під час операції через помилку анестезіолога сталася зупинка серця, В'ячеслав залишився живим, але зі спорту вищих досягнень довелись піти.

## Досягнення
- 1991 — чемпіон СРСР з кікбоксингу
- 1993 — двічі віце-чемпіон світу з кікбоксингу
- 1994 — чемпіон Європи з кікбоксингу
- 1996 — чемпіон світу з кікбоксингу

## Тренерська діяльність
Після завершення спортивної кар'єри В'ячеслав зайнявся тренерською діяльністю. Серед вихованців — три чемпіони світу з кікбоксингу: Олександр Денисенко (дворазовий чемпіон світу з кікбоксингу), Юрій Бондаренко та Руслан Гетманський (віце-чемпіон світу з кікбоксингу). Семеро вихованців Тімофеєва входили до збірної України з кікбоксінгу та стали чемпіонами СНД.

## Громадська діяльність
У 2002 році В'ячеслав Тімофєєв переїжджає з Сум до Києва та на запрошення Президента Асоціації професійних видів єдиноборств України Андрія Чистова стає віце-президентом Асоціації.
Віце-президент Федерації кікбоксингу України.

Активно допомагає українському спорту, влаштовує представницькі змагання з різних видів єдиноборств, проводить багато благодійних акцій.

## Життєві переконання
«Вмію дружити і вірю в дружбу !»

«Сколько б жизнь своим крылом не била,

НЕ сломить меня, не испугать, 

Знаю, Бог сомной, он даст мне силы, 

Если вдруг споткнусь — чтоб не упасть»

## Особисте життя
Сімейний стан: одружений. Дружина — Дарʼя . Має чотири сина:  Дмитра, Івана, Данііла, Михайла.

## Друзі
Віталій Кличко — чемпіон світу з боксу серед професіоналів, мер міста Києва

Ельбрус Тедеєв — олімпійський чемпіон, чемпіон світу із вільної боротьби

В'ячеслав Яновський — олімпійський чемпіон з боксу

Аскар Можанов — багаторазовий чемпіон світу та Європи з кікбоксингу.